# Aphodius contaminatus
Aphodius contaminatus là một loài bọ cánh cứng trong họ Bọ hung (Scarabaeidae).